# 王煥生
王煥生（1939年－），中國古希臘、古羅馬文學、文化研究者，中國社會科學院外國文學研究所研究員退休，中國共產黨員，精通古希臘語、拉丁語、俄語、英語。王焕生是《荷马史诗》古希腊文翻译中文第一人。
1959年考進北京外國語學院俄語專業，1960年被選送到蘇聯公費留學，在莫斯科大學學習西洋古典學，1965年畢業。
主要學術著作是《古羅馬文學史》。
與同事羅念生合作完成的《伊利亞特》漢譯本是史上第1個譯自古希臘語原文的詩歌體裁漢語全譯本。
獨力完成的《奧德賽》漢譯本是史上第1個從古希臘語原文譯出的詩歌體裁漢語全譯本（第1個譯自古希臘語原文的漢譯本：楊憲益的《奧德修紀》是散文體裁）。
譯有古羅馬、古希臘戲劇、文論等文學作品多種。